# Al-Masry SC Port Saïd
L'Al-Masry Sporting Club (àrab: النادي المصري البورسعيدي, an-Nādī al-Miṣrī al-Būrsaʿīdī, ‘Club Egipci de Port Saïd’) és un club egipci de futbol de la ciutat de Port Saïd. Al-Masry significa ‘l'Egipci.’

## Història
L'Al-Masry es fundà el 18 de març de 1920 a Port Saïd. Fou el primer club per als egipcis a la ciutat de Port Saïd.

## Colors

Bandera d'Egipte (1922–1952).

Els colors del club deriven de la bandera d'Egipte d'inicis del segle xx.

## Estadi
- Estadi de Port Saïd
  - Capacitat: 17.988 espectadors
  - Lloc: Al-Manakh, Port Saïd
  - Inauguració: 1955

## Palmarès
- Copa egípcia de futbol [1]
  - 1997-98
- Copa Sultan Hussein 
  - 1932-33, 1933-34, 1936-37
- Lliga del Canal de futbol 
  - 1931-32, 1932-33, 1933-34, 1934-35, 1935-36, 1936-37, 1937-38, 1938-39, 1939-40, 1940-41, 1941-42, 1942-43, 1943-44, 1944-45, 1945-46, 1946-47, 1947-48
- Copa El-Ittihad el tanshiteya 
  - 1992